# Rudboda kyrka

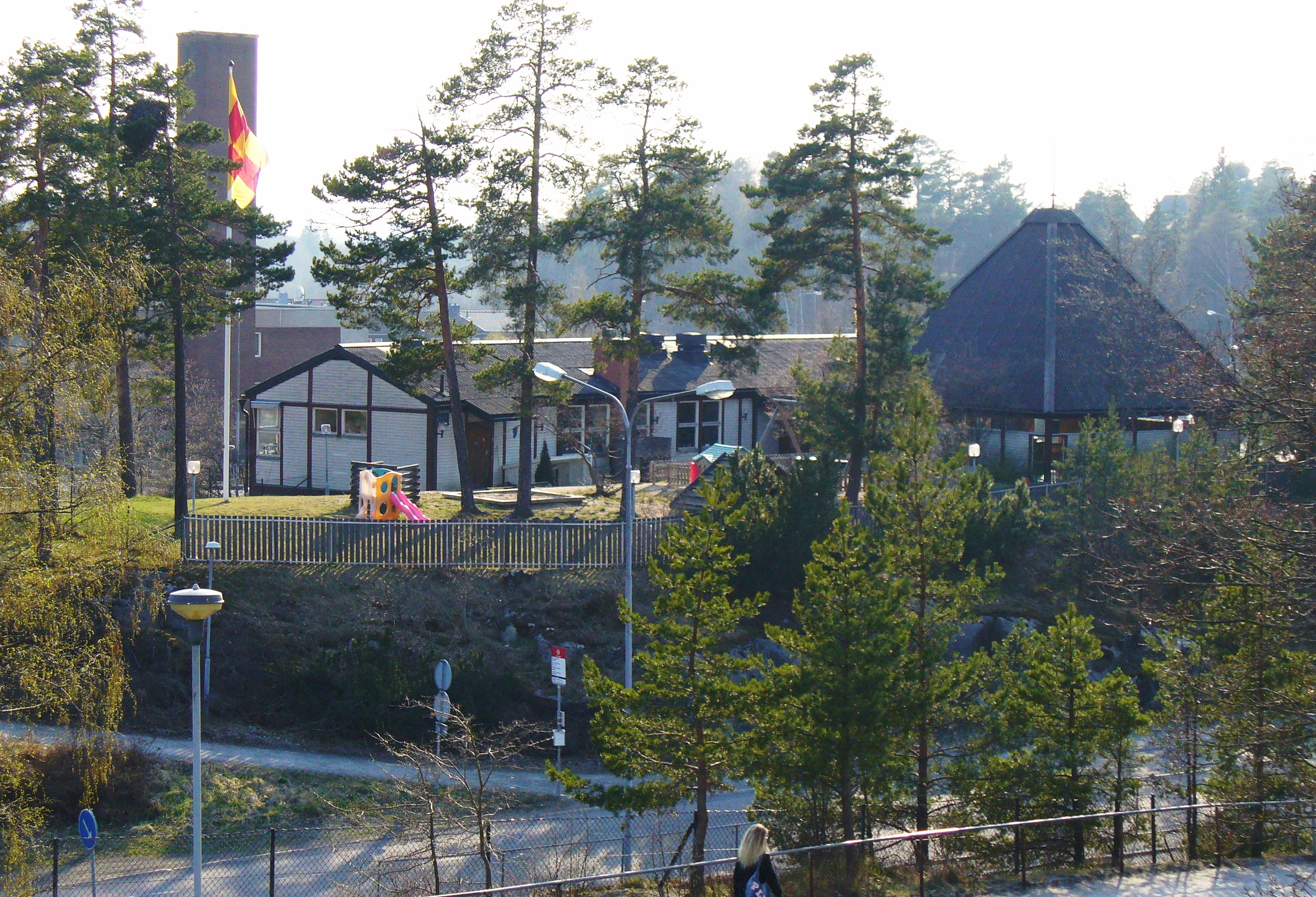
Rudboda kyrka, 4 maj 2006

Rudboda kyrka var en kyrka i Lidingö församling, Stockholms stift och var stadsdelskyrka för kommundelarna Rudboda, Bo och Elfvik i Lidingö kommun. 

## Beskrivning
Kyrkan, en så kallad vandringskyrka uppfördes 1972 efter ritningar av Rolf Bergh som även ritade liknande kyrkor bland annat i Uppsala (Olov Hartmans studiokyrka), Segeltorp (Segeltorps kyrka) och Stråssa (Sankta Anna kyrka). Vandringskyrkorna var monteringsbara och skulle vid behov kunna plockas ner och flyttas. De uppfördes under miljonprogrammets tid i nya bostadsområden där Svenska kyrkan snabbt ville komma igång med sin verksamhet. 
De av Bergh ritade vandringskyrkorna, Törebodakyrkor, levererades fullt färdiga från Töreboda Limträfabrik. Kyrksalen för Rudboda kyrka var en lätt limträkonstruktion som mäter 10 x 10 meter och diagonalt bar upp kyrkans pyramidtak. I anslutning till kyrksalen fanns en församlingsbyggnad. Av inventarier kan den stora takkronan nämnas, även den ritad av arkitekten. Krucifixet, som tidigare fanns i kyrksalen på altaret, var utfört av Thomas Ahlberg. Nordväst om kyrkobyggnaden stod kyrkans klockstapel-
Kyrkan togs ur bruk av kontraktsprost Per Wahlström i samband med en gudstjänst den 18 oktober 2009. Då hade kyrkolokalen inte använts för gudstjänstbruk sedan 2005. Fastigheten Palmen ägs av Lidingö kommun. Kyrkan revs i juli 2022.

## Kyrkan i väntan på rivning (augusti 2021)

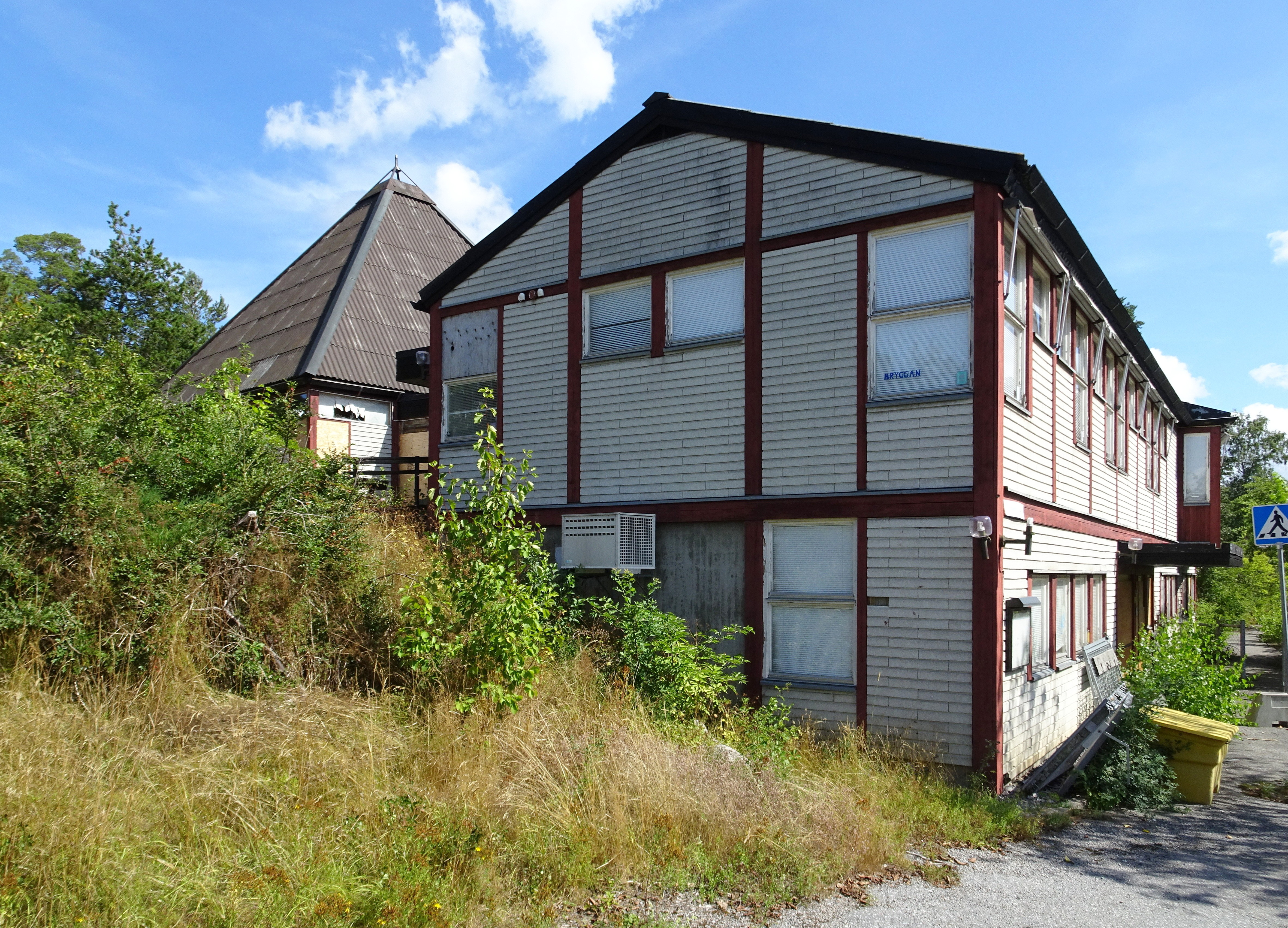
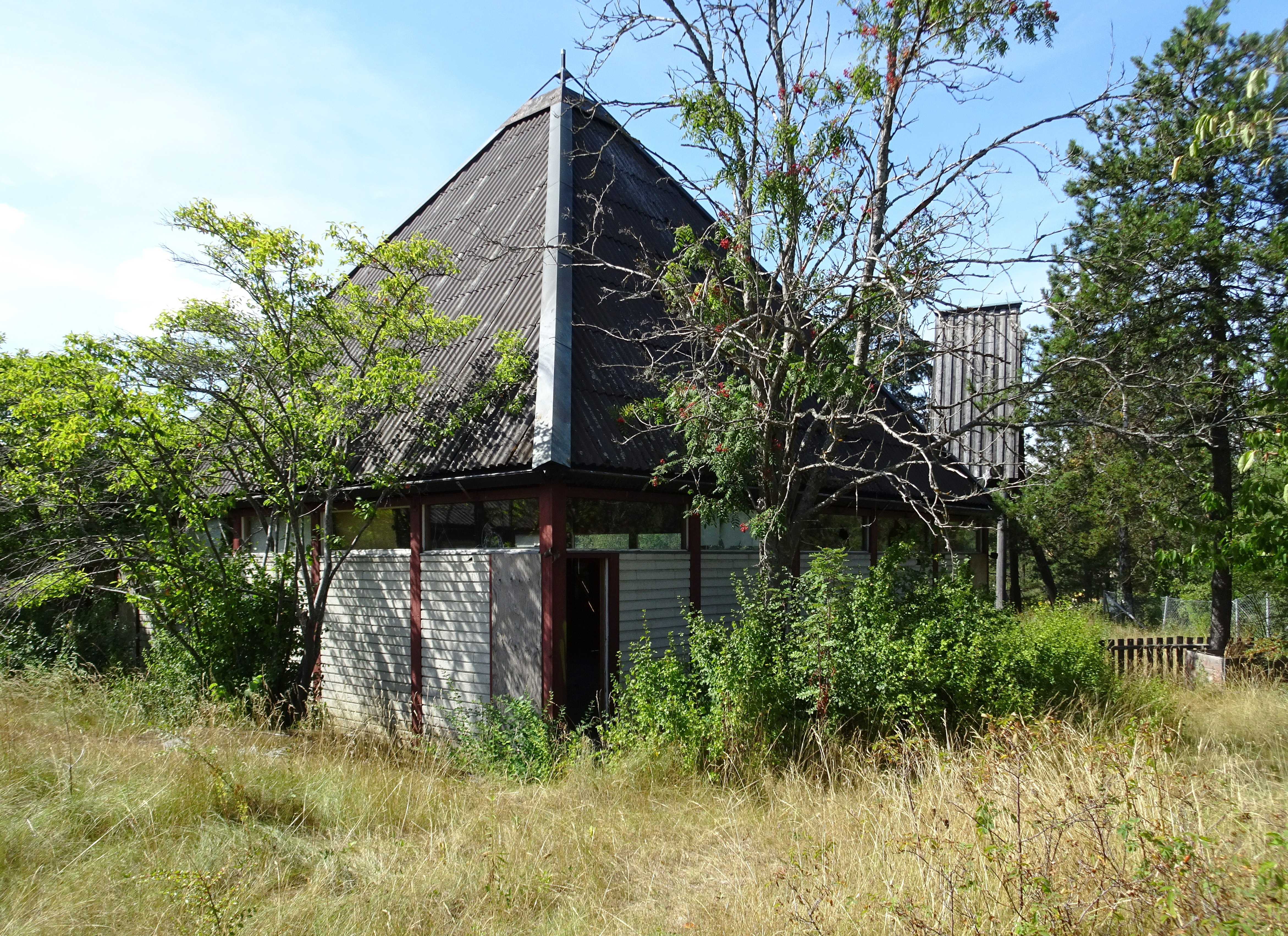
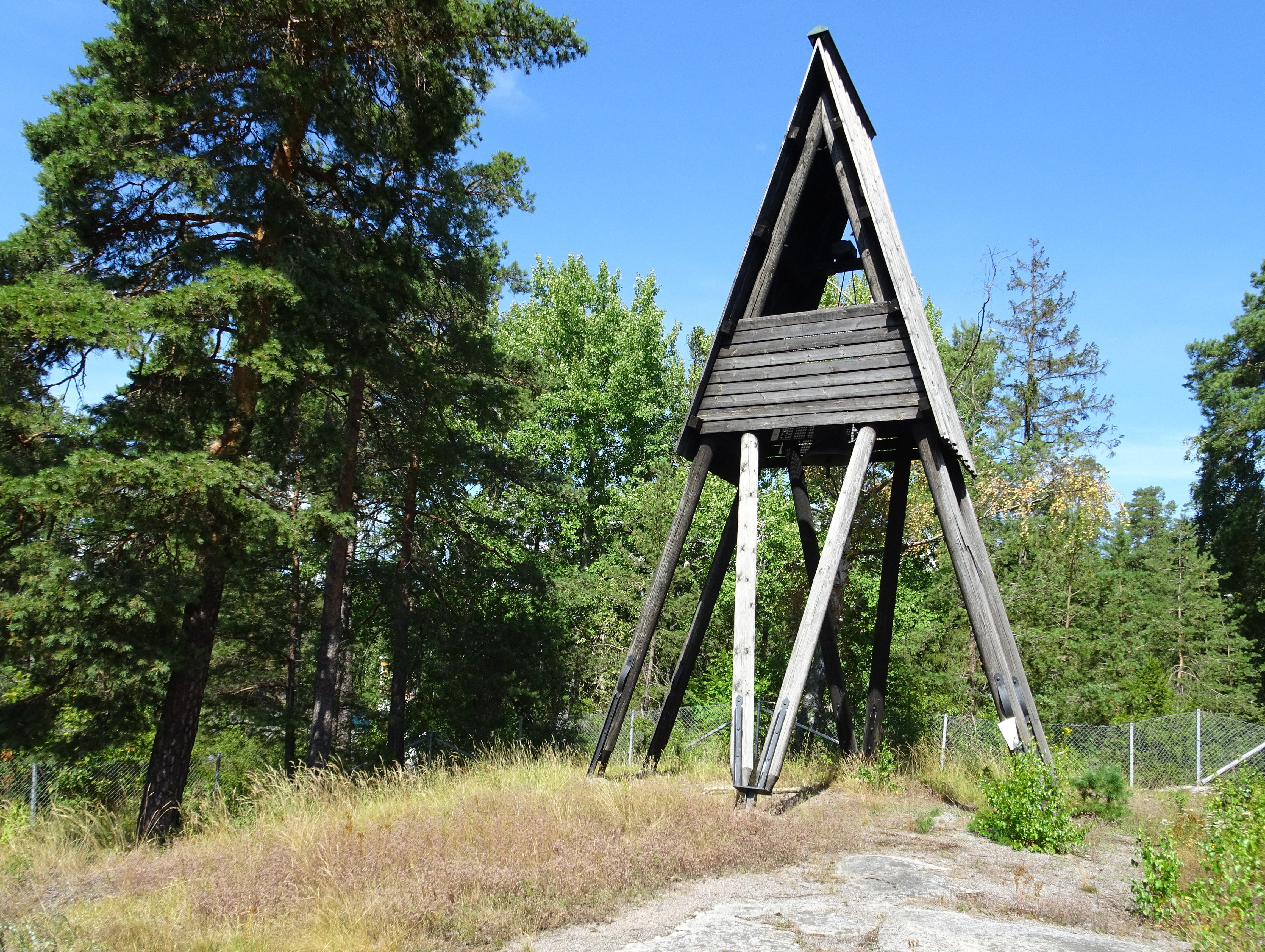
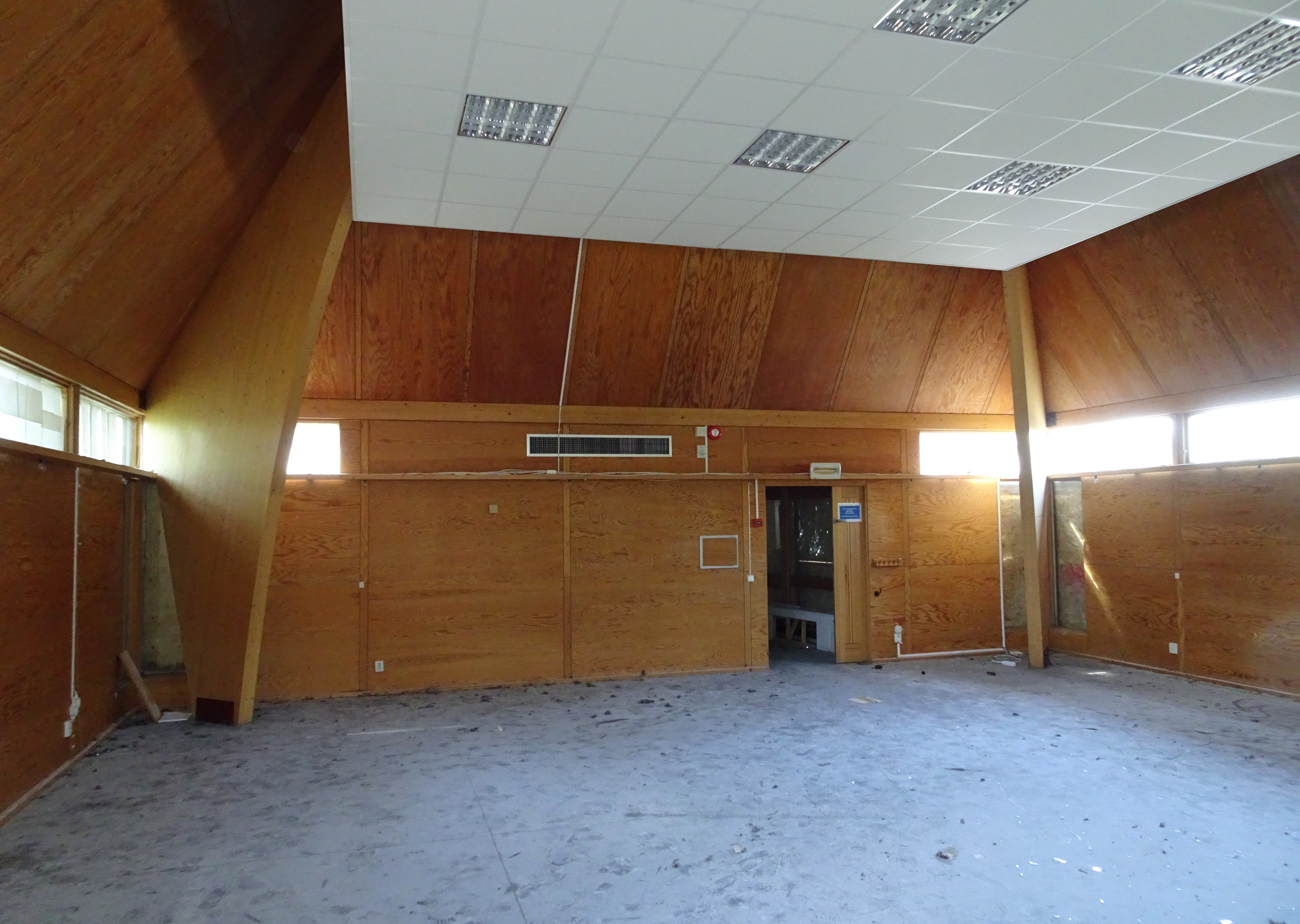